# King's Field
King's Field (キングスフィールド) é o primeiro jogo da saga  King's Field. O jogo é jogado pela perspectiva em primeira pessoa em um sombrio e misterioso ambiente de fantasia medieval.
O jogo foi desenvolvido pela empresa japonesa de jogos eletrônicos From Software, e lançado em 16 de dezembro de 1994 no Japão, sendo o primeiro RPG lançado para o PlayStation. Como nunca foi publicado fora do Japão, esse jogo é comumente conhecido como King's Field (Japan) nos Estados Unidos. O jogo teve posteriormente uma tradução feita por fãs para o Inglês.

## Sinopse
Em um pequeno país chamado Verdite rodeado por uma densa floresta, rodeada pelo nevoeiro e pela ventania. Em dias antigos, quando uma grande batalha foi travada e muitos morreram, Verdite foi salvo por uma pessoa que desapareceu na floresta... Apenas a névoa da floresta à deriva sabe quem foi essa pessoa... Os cidadãos chamavam seu salvador de Dragão da Floresta e construíram um santuário e o honraram... Com o tempo, somente a lenda ficou e o Santuário foi transformado no Cemitério Real e tudo era silencioso. Mas, como diz a lenda, "Algum dia o Dragão da Floresta vai retornar, com seus artefatos mágicos." No entanto, esse tempo ainda não chegou e o Santuário descansa profundamente...

## Recepção
No lançamento, Famicom Tsūshin  a versão PlayStation do jogo obteve uma nota 30/40.